# 一般比較地理学
『一般比較地理学』（いっぱんひかくちりがく、ドイツ語: Die Erdkunde im Verhältniss zur Natur und zur Geschichte des Menschen）とは、1822年から1858年にわたってドイツの地理学者カール・リッターにより発表された著作である。

## 概要
1779年に生まれたリッターは、ハッレ大学で歴史学を修めた。卒業したのち、家庭教師として各地を旅行する機会を得たことから地理学への関心をもつようになった。1806年にヨーロッパの自然地図を著し、1820年にはベルリン大学やドイツの陸軍大学校で地理学の講義を行い、本格的な研究に取り組んだ。
『一般比較地理学』は1822年に第1巻が出版されてから、1858年にリッターが死去するまで刊行され続けていた大作である。本書の研究業績から、リッターは近代地理学の成立期において歴史的な貢献を果たした研究者として評価されており、フリードリヒ・ラッツェルなど、その後の地理学者たちに影響を与えた。
リッターは、人間の生活空間に地理学の研究対象を限定することで、学問としての領域を明確化した。さらに、リッターは地理学の基本概念である「地域の概念」を導入し、地形、気候、植生、地質という要素から構成されながら、人間の生活と有機的に関連する地理的な構造を地理的統一体として把握しようとした。さらに、こうして地域ごとに得られた知見を相互に比較検討することによって、体系的な分類を行う点にも画期性があった。
このような分類を通じて、リッターはあらゆる地域に共通して見られる一般的なモデルを発見することを試みた。このようなモデルは、地理学の一般的な原理を明らかにするだけでなく、世界各地の地域が持つ特色を理解して地誌の記述をも可能とさせる。人間の活動とは、このような個々の特徴ある地域によって条件づけられているのであり、それら地域の特色に応じて人間の文化も特徴的な発達を促進するのであるとリッターは論じた。

## 書誌情報
- Comparative Geography, General Books, 2009.
- Die Erdkunde Im Verhltniss Zur Natur Und Zur Geschichte Des Menschen, Oder, Allgemeine Vergleichende Geographie: ALS Sichere Grundlage Des Studiums Un, Nabu Press, 2010.